# Попов, Павел Васильевич (1869)
Па́вел Васи́льевич Попо́в (6 марта 1869, Васильевка, Таврическая губерния — 9 апреля 1943, Париж) — ялтинский уездный предводитель дворянства, камергер из рода Поповых.

## Биография

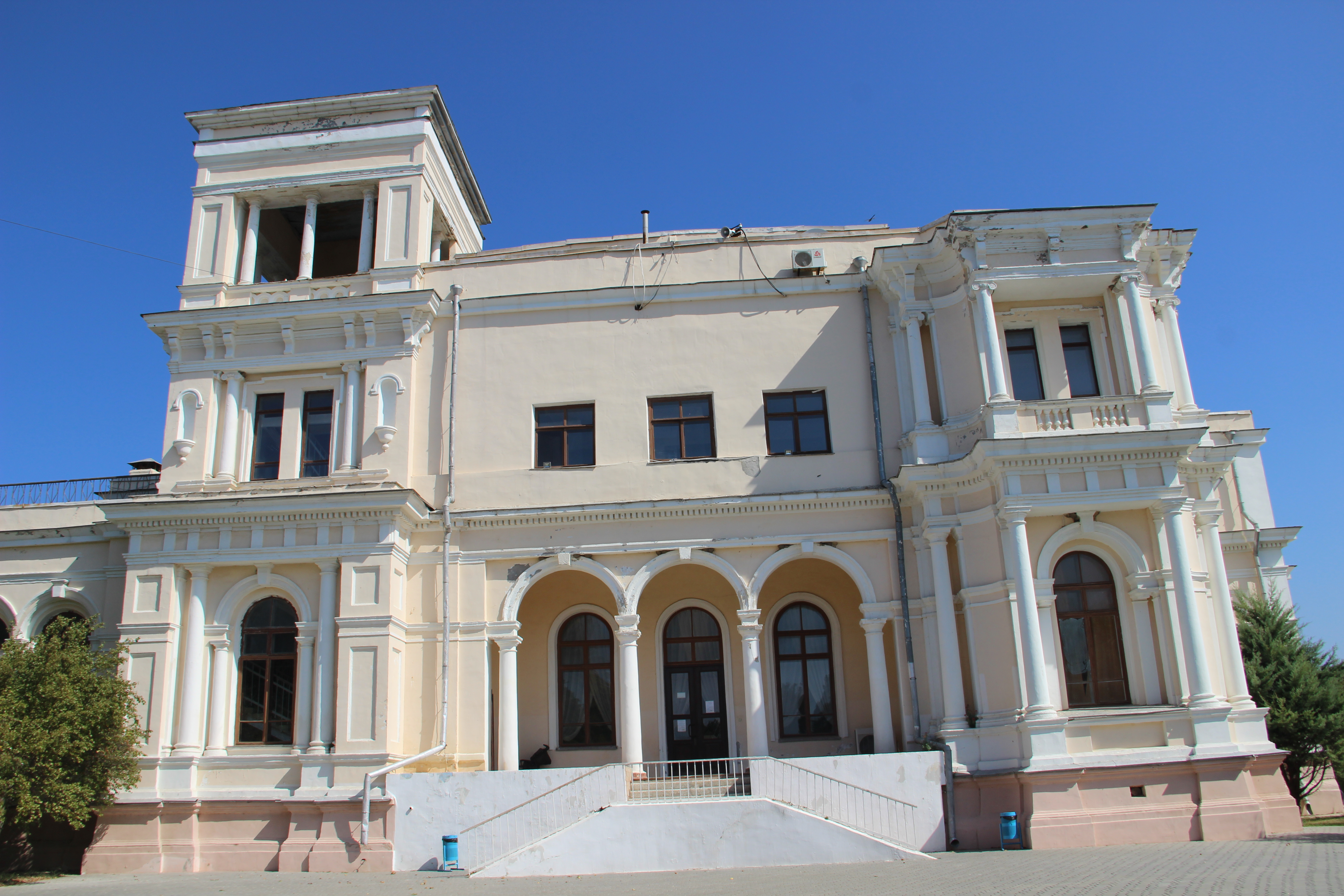
Усадьба Попова в Караджи (сейчас — Оленевка)

Родился в семье владельцев известного замка Попова в Васильевке Таврической губернии (ныне Запорожская область). Сын генерал-майора Василия Павловича Попова и фрейлины Варвары Михайловны Челищевой. При разделе с братом родительских имений унаследовал Караджи в Крыму, где выстроил роскошную виллу (ныне санаторий «Солнечная долина»).
В 1891 году окончил Санкт-Петербургский университет по математическому факультету с дипломом 1-й степени. По окончании университета поступил в Институт инженеров путей сообщения.
На арену общественной деятельности вступил в 1896 году, будучи избранным почётным попечителем Симферопольской гимназии. В том же году был представителем таврических дворян на коронации Николая II и Александры Фёдоровны. В 1900 году был избран ялтинским уездным предводителем дворянства, каковую должность занимал вплоть до революции 1917 года. Также избирался гласным евпаторийского земства и почётным мировым судьей. Кроме того, состоял председателем многих местных обществ и филантропических учреждений.
С началом русско-японской войны выехал на Дальний Восток в качестве уполномоченного от Красного Креста, а затем учредил в Ялте временный комитет по оказанию помощи больным и раненым. В 1906 году принимал участие в съездах предводителей дворянства. Дослужился до чина действительного статского советника (1913). В 1905 году был пожалован в камер-юнкеры, а в 1909 году — в камергеры. По политическим убеждениям был октябристом.
В 1916 году конфиденциально обращался к таврическому губернатору с ходатайством «во внимание к заслугам его предков» (и, в первую очередь, его прадеда Василия Степановича Попова (1745—1822)) «в деле присоединения Крыма к России, именоваться с нисходящим потомством „Поповыми-Крымскими“». Ходатайство было отклонено, так как род Поповых не является древним.
В эмиграции во Франции, жил в Париже. В 1929 году был избран председателем Таврического губернского объединения Союза русских дворян в Париже. Имел благодарность Епархиального совета за труды по составлению параллельного текста Литургии Иоанна Златоуста на славянском и греческом языках (1931). Скончался в 1943 году. Похоронен на кладбище Сент-Женевьев-де-Буа.

## Награды
- Орден Святого Станислава 2-й ст. (1904)
- Орден Святой Анны 2-й ст. (1908)
- Орден Святого Владимира 3-й ст. (1909)
- медаль «В память коронации императора Николая II»
- медаль Красного Креста «В память русско-японской войны 1904—1905 гг.»
- медаль «В память 300-летия царствования дома Романовых»

Иностранные:
- турецкий Орден Меджидие 2-й ст.
- бухарский Орден Золотой Звезды с алмазами (1915)